# Quellón Airport
Quellón Airport är en flygplats i Chile.   Den ligger i provinsen Provincia de Chiloé och regionen Región de Los Lagos, i den södra delen av landet, 1 100 km söder om huvudstaden Santiago de Chile. Quellón Airport ligger 9 meter över havet.
Terrängen runt Quellón Airport är platt åt sydost, men åt nordväst är den kuperad. Havet är nära Quellón Airport åt sydost. Närmaste större samhälle är Puerto Quellón, 2,5 km nordost om Quellón Airport. 
I omgivningarna runt Quellón Airport växer i huvudsak blandskog. Runt Quellón Airport är det glesbefolkat, med 9 invånare per kvadratkilometer.